# Crawinkel
Crawinkel est une commune allemande de l'arrondissement de Gotha, en Thuringe où fut détruit lors d'un bombardement américain pendant la Seconde Guerre mondiale le wagon de l'Armistice . La commune est administrée par la ville d'Ohrdruf.

## Géographie

Situation de la commune dans l'arrondissement de Gotha

Crawinkel est située au sud-est de l'arrondissement, à la limite avec les arrondissements d'Ilm et de Schmalkalden-Meiningen et à 22 km au sud de Gotha, le chef-lieu de l'arrondissement. La commune est administrée par la ville voisine d'ohrdruf. Crawinkel se trouve à la limite nord de la forêt de Thuringe.
Communes limitrophes (en commençant par le nord et dans le sens des aiguilles d'une montre) : Wölfis, Gossel, Liebenstein, Frankenhain, Oberhof et Luisenthal.

## Histoire

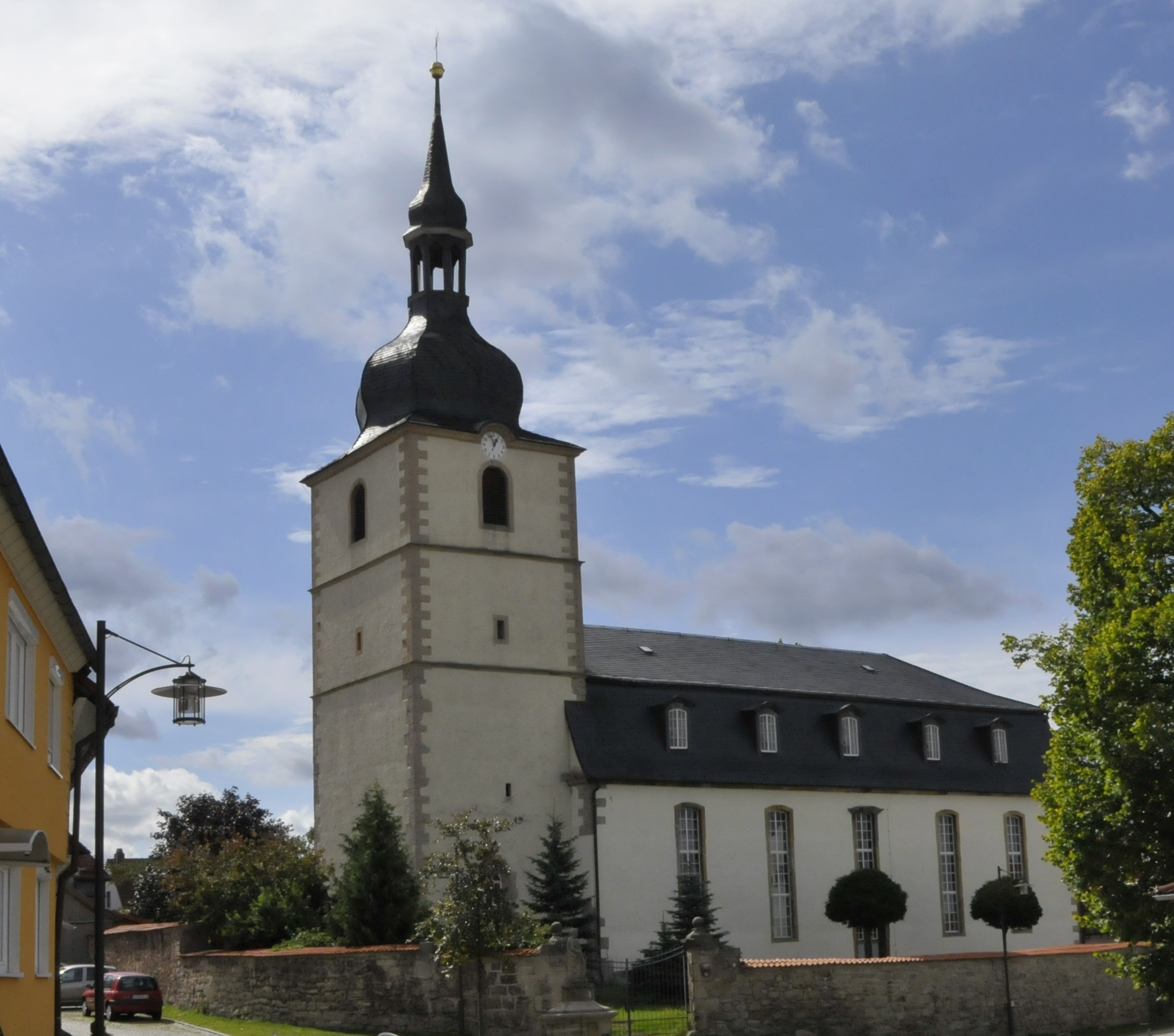
L'église de Crawinkel

Crawinkel est mentionnée pour la première fois en 1088 sous le nom de Cravunkele dans les annales du monastère de Goseck.
La commune a fait partie du duché de Saxe-Cobourg et Gotha dans l'arrondissement d'Ohrdruf. En 1920, le village est intégré à l'arrondissement de Gotha.
Pendant la Seconde Guerre mondiale, un camp annexe de Buchenwald fut ouvert dans le Jonastal. Des déportés y fabriquaient des munitions. Beaucoup moururent lors de la marche de la mort d'avril 1945. Le wagon de l'Armistice de 1918 y fut brûlé en avril 1945.
En 1952, la commune est intégrée dans l'arrondissement est-allemand d'Arnstadt (district d'Erfurt) avant de rejoindre l'arrondissement de Gotha lors du rétablissement du land de Thuringe en 1990.

## Démographie
| 1910  | 1925  | 1933  | 1939  | 1995  | 2000  | 2005  | 2010  |
| ----- | ----- | ----- | ----- | ----- | ----- | ----- | ----- |
| 1 740 | 1 892 | 1 966 | 2 015 | 1 715 | 1 682 | 1 631 | 1 563 |

## Politique
À l'issue des élections municipales du 7 juin 2009, le Conseil municipal, composé de 12 sièges, est composé comme suit :
| Parti | Nombre de conseillers | Pourcentage de voix |
| ----- | --------------------- | ------------------- |
| SPD   | 8                     | 65,1 %              |
| CDU   | 3                     | 22,8 %              |
| AfC   | 1                     | 12,1 %              |

## Communications
Crawinkel est située sur la route nationale B88 Eisenach-Ohrdruf-Ilmenau. La route régionale L1046 rejoint Gossel et Arnstadt au nord-est et la L3247 et Oberhof au sud.
La commune est desservie par la ligne de chemin de fer Gotha-Gräfenroda.